# あけぼの北
あけぼの北（あけぼのきた）は、宮城県石巻市の町丁。郵便番号は986-0869。住民基本台帳に基づく人口は391人、世帯数は208世帯（2025年4月30日現在）。現行行政地名はあけぼの北一丁目及びあけぼの北二丁目。住居表示は全域で未実施。

## 地理
石巻市の中央部に位置し、東をわかば、南をあけぼの、それ以外を蛇田と接している。近隣に石巻赤十字病院などがある。
都市計画区域上では全域が市街化区域に指定されており、都市計画法上の用途地域では第一種低層住居専用地域および第二種住居地域に分類される。

## 歴史

### 沿革
- 2016年（平成28年）5月21日 - あけぼの北地区被災市街地復興土地区画整理事業に伴い、あけぼの北一丁目及びあけぼの北二丁目を設置[3]。

### 町名の変遷
町名の変遷は以下の通りである。
| 変更後                   | 変更前 | 変更前   | 変更日                    |
| 町丁                     | 大字   | 小字     | 変更日                    |
| ------------------------ | ------ | -------- | ------------------------- |
| あけぼの北一丁目（新設） | 蛇田   | 字西道下 | 2016年（平成28年）5月21日 |
| あけぼの北一丁目（新設） | 蛇田   | 字新下堀 | 2016年（平成28年）5月21日 |
| あけぼの北二丁目（新設） | 蛇田   | 字西道下 | 2016年（平成28年）5月21日 |
| あけぼの北二丁目（新設） | 蛇田   | 字新下堀 | 2016年（平成28年）5月21日 |

## 世帯数と人口
2025年（令和7年）4月30日現在の世帯数と人口は以下の通りである。
| 丁目             | 世帯数  | 人口  |
| ---------------- | ------- | ----- |
| あけぼの北一丁目 | 53世帯  | 134人 |
| あけぼの北二丁目 | 155世帯 | 257人 |
| 計               | 208世帯 | 391人 |

## 小・中学校の学区
市立小・中学校に通う場合、学区は以下の通りとなる。
| 丁目             | 番地 | 小学校     | 中学校     |
| ---------------- | ---- | ---------- | ---------- |
| あけぼの北一丁目 | 全域 | 向陽小学校 | 蛇田中学校 |
| あけぼの北二丁目 | 全域 | 向陽小学校 | 蛇田中学校 |

## 交通

### 鉄道
鉄道駅はない。最寄り駅は■石巻線の曽波神駅。

### バス
バス停はない。最寄りバス停は日赤病院入口（石巻免許センター線/河北線/石巻日赤線）。

### 道路
高速道路
高速道路及びインターチェンジはない。最寄りインターチェンジは石巻女川IC。
都市計画道路
- 3･3･11 石巻工業港曽波神線

## 施設

### 公園
- あけぼの北中央公園（あけぼの北一丁目14）

### その他
- ウエルシア石巻赤十字病院前店（あけぼの北一丁目1-7）[13]
- あけぼの北復興住宅